# Dave Kaufmann
Davy „Dave“ Gabriel Kaufmann (* 21. Januar 1969 in München) ist ein deutscher Musiker. Sein Vater war der Schauspieler Günther Kaufmann.

## Leben
Im Jahr 2013 war er für den Amadeus Austrian Music Award in der Kategorie „Best Engineered Album“ für sein Album Table for Two nominiert.
Im Jahr 2009 nahm er an der dritten Staffel der RTL-Castingshow Das Supertalent teil. Er schaffte es ins Finale und erreichte den vierten Platz. 2011 nahm er an der VOX-Sendung Das perfekte Promi-Dinner teil.
Als Schauspieler wirkte er 2012 in den Spielfilmen Robin Hood: Ghosts of Sherwood und Kleine Morde sowie 2013 im Kurzfilm Eifersucht mit.

## Diskografie
- 2012: Table for Two, Planet M